# Zbog jednog galeba
Zbog jednog galeba je 7. epizoda serijala Korto Malteze. Imala je 20 strana.

## Premijerno objavljivanje u Srbiji
Epizoda je premijerno objavljena u bivšoj Jugoslaviji u mesečniku Strip art (druga serija) #31 u izdanju sarajevskog "Oslobođenja" 1983. godine., pod nazivom Zbog galeba
, potom u  tri dela u Politikinom zabavniku, #1814-16, pod nazivom Sve zbog galeba, u oktobru 1986.

## Originalna epizoda
Originalna epizoda pod nazivom A cause d’une mouette objavljena je premijerno u #89. francuskog magazina Pif Gadget Valiant, 1970. godine. Hugo Prat je nacrtao i napisao scenario za epizodu.

## Lokacija epizode
Ostrvo Markatokva, blizu britanskog Hondurasa.

## Repriza epizode u albumu
Kasnije, kada su kraće epizode Korta Malteza počele da se grupišu u albume, ova epizoda objavljena je najpre u albumu Pod gusarskom zastavom u izdanju Komune 1996. godine. Kasnije je objavljena u albumu pod nazivom U znaku Jarca u izdanju Darkwooda 2017. godine.

## Prethodna i naredna epizoda
Prethodna epizoda bila je …i opet ćemo o džentlemenima sreće', a naredna Glave od pečuraka'.
Pogledti još: Spisak epizoda Korta Malteza

## Fusnote
1. ↑  http://skab612.com/index.php?site=bsp_popisi&oznaka=SA79&stranica=1
2. ↑  https://www.archivespratt.com/Strip_Art_hugo_pratt.htm
3. ↑  https://www.archivespratt.com/Politikin_Zabavnik_hugo_pratt.htm
4. ↑  https://www.archivespratt.com/pif_hugo_pratt.htm
5. ↑  http://zona-bede.blogspot.com/2015/10/gli-anni-bede-di-corto-maltese.html
6. ↑  https://www.archivespratt.com/corto_maltese_RS_hugo_pratt.htm